# 봉상 (북하)
봉상(鳳翔)은 중국 하(夏) 무열제(武烈帝)의 두 번째 연호이다. 413년 3월에서 418년 10월까지 5년 8개월 동안 사용하였다.
같은 시기에 사용된 다른 연호로는 동진(東晉)에서 사용한 의희(義熙 : 405년 ~ 418년), 후진(後秦)에서 사용한 홍시(弘始 : 399년 ~ 416년), 영화(永和 : 416년 ~ 417년), 서진(西秦)에서 사용한 영강(永康 : 412년 ~ 419년), 북량(北凉)에서 사용한 현시(玄始 : 412년 ~ 428년), 남량(南凉)에서 사용한 가평(嘉平 : 408년 ~ 414년), 서량(西凉)에서 사용한 건초(建初 : 405년 ~ 417년), 가흥(嘉興 : 417년 ~ 420년), 북연(北燕)에서 사용한 태평(太平 : 409년 ~ 430년), 북위(北魏)에서 사용한 영흥(永興 : 409년 ~ 413년), 신서(神瑞 : 414년 ~ 416년), 태상(泰常 : 416년 ~ 423년)이 있다.

## 연대대조표
| 봉상                | 원년            | 2년             | 3년        | 4년                  | 5년                  | 6년        |
| 서력                | 413년           | 414년           | 415년      | 416년                | 417년                | 418년      |
| 육십간지 (六十干支) | 계축(癸丑)      | 갑인(甲寅)      | 을묘(乙卯) | 병진(丙辰)           | 정사(丁巳)           | 무오(戊午) |
| 동진 (東晉)         | 의희(義熙) 9년  | 10년            | 11년       | 12년                 | 13년                 | 14년       |
| 후진 (後秦)         | 홍시(弘始) 15년 | 16년            | 17년       | 18년 영화(永和) 원년 | 2년                  | -          |
| 서진 (西秦)         | 영강(永康) 2년  | 3년             | 4년        | 5년                  | 6년                  | 7년        |
| 북량 (北凉)         | 현시(玄始) 2년  | 3년             | 4년        | 5년                  | 6년                  | 7년        |
| 남량 (南凉)         | 가평(嘉平) 6년  | 7년             | -          | -                    | -                    | -          |
| 서량 (西凉)         | 건초(建初) 9년  | 10년            | 11년       | 12년                 | 13년 가흥(嘉興) 원년 | 2년        |
| 북연 (北燕)         | 태평(太平) 5년  | 6년             | 7년        | 8년                  | 9년                  | 10년       |
| 북위 (北魏)         | 영흥(永興) 5년  | 신서(神瑞) 원년 | 2년        | 3년 태상(泰常) 원년  | 2년                  | 3년        |

## 같이 보기
- 중국의 연호

| 이전 연호 용승(龍昇) | 중국의 연호 북하(北夏) | 다음 연호 창무(昌武) |